# モデナの三連祭壇画

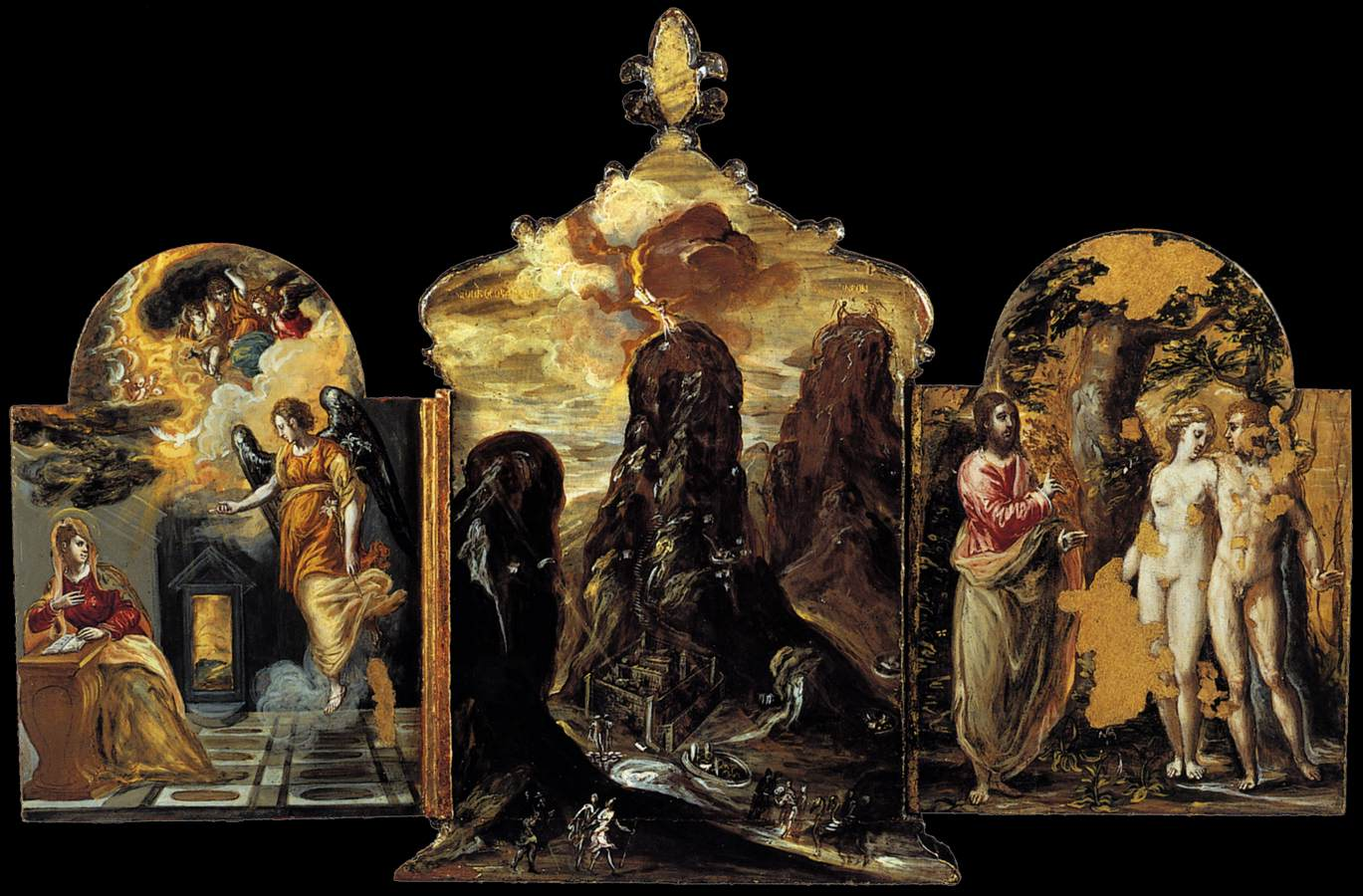
モデナの三連祭壇画の裏面

『モデナの三連祭壇画』(モデナのさんれんさいだんが、伊: Trittico di Modena、英: Modena Tryptich) は、ドメニコス・テオトコプーロスとしても知られているギリシア・クレタ島出身のマニエリスム期のスペインの巨匠エル・グレコが1567-1568年に板上にテンペラで制作した三連祭壇画である。本作はイタリアの美術史家ロドルフォ・パルッキーニがエル・グレコ作として以来、真贋論争があったが、今日ではエル・グレコがクレタ島からヴェネツィアに到着してまもない時期に制作した真作として定着している。小品とはいえ、画家がヴェネツィアにおいて構図や色彩、図像の面でギリシアのイコン画家を脱して、西欧型油彩画家に転身した記念すべき作品である。作品はモデナのエステンセ美術館に所蔵されている。

## 解説

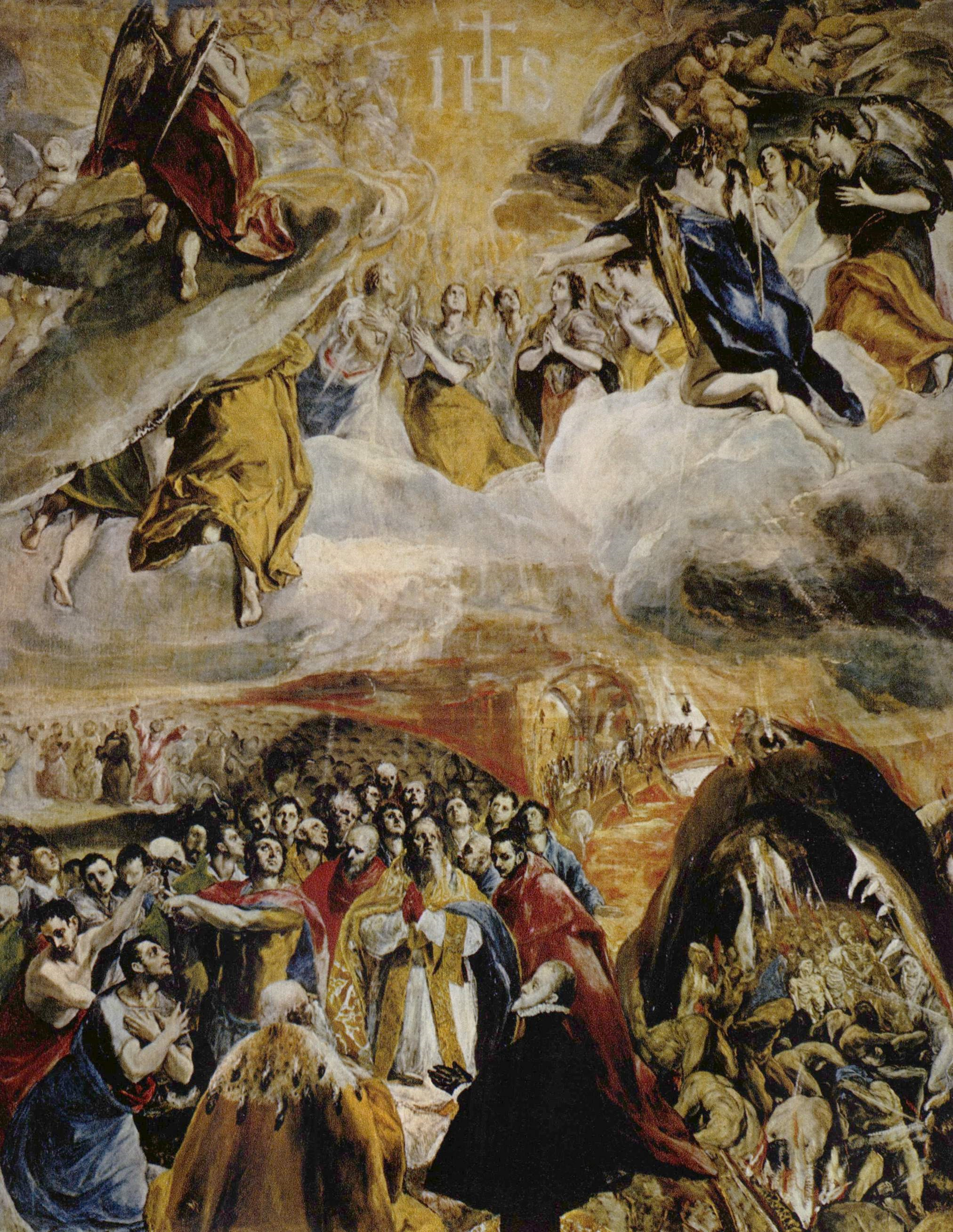
エル・グレコ『イエスの御名の礼拝』(1577-1579年) (エル・エスコリアル修道院)

この携帯用祭壇画には両面に絵画が描かれており、イタリア・ルネサンス期の額縁に収められている。表側には「羊飼いの礼拝」、「騎士に冠を授けるキリスト」、そして「キリストの洗礼」が描かれており、裏側には「受胎告知」、「シナイ山の眺め」、「アダムとエバ」が表されている。祭壇画は全体として対抗宗教改革の理念を視覚化している。「騎士に冠を授けるキリスト」はカトリック教会の勝利をたたえるものである。天上の教会＝イエス・キリストは受難の象徴を抱える天使たちに取り巻かれて、死と悪魔に勝利するものとして福音書記者たちの象徴が支える福音書の上に立っており、地上の教会＝騎士 (聖人) に冠を授けている。罪人たちは、画家が後の『イエスの御名の礼拝』(エル・エスコリアル修道院) で描く海の怪獣の口を象った地獄に飲み込まれている。この激しい色彩のなかに配置されている人物たちの人体造形にはポスト・ビザンチン美術の様式が色濃く残っているが、様々な要素やその組み合わせには16世紀ヴェネツィアの版画を初めとする西欧絵画の影響が見られ、背後の彩色もビザンチン様式のものではない。
裏側の「シナイ山の眺め」では旧約聖書の生地であるエジプトのシナイ山の風景と、その麓に聖カタリナ修道院 (アギア・エカテリニ修道院) が描かれている。 そこには、まるで天国に行く途中のように修道院に赴く途中の巡礼者たちも描かれている。情景の暗鬱なムードは、エル・グレコ後年の『トレド風景』 (メトロポリタン美術館) を予感させる。